# Chaumet (entreprise)
Pour les articles homonymes, voir Chaumet.
Chaumet est une maison française de joaillerie, de bijouterie et d’horlogerie fondée en 1780 par Marie-Étienne Nitot.

## Histoire

### Période Nitot: de l'Ancien Régime à l'Empire (1780-1815)
Ancien apprenti puis collaborateur de chez Ange-Joseph Aubert (1736-1785), à l'époque joaillier de la reine Marie-Antoinette, Marie-Étienne Nitot (1750-1809) fonde sa Maison  en 1780 à Paris. Nitot sertit le célèbre diamant Le Régent sur l’épée consulaire de Napoléon Bonaparte , future « épée du sacre », en 1802, puis devient le joaillier attitré de l'Empereur et le plus recherché d'Europe. Nitot s'associe ensuite avec son fils François-Régnault (1779-1853).
En 1805, l'empereur des Français Napoléon Ier leur commande une tiare pour remercier le pape Pie VII d’avoir célébré la cérémonie du sacre. En présentant ce joyau au couple impérial, François-Régnault Nitot rencontre l’impératrice Joséphine de Beauharnais. Passionnée de bijoux, elle montre son intérêt pour cette création et fait de la maison Nitot son joaillier attitré.
L’histoire d’amour de Napoléon avec Joséphine est l’occasion de nombreuses commandes de bijoux de sentiment ou de joyaux d’apparat créés par Nitot. Le joaillier réalise notamment les diadèmes de l’impératrice, un joyau de pouvoir remis au goût du jour par Joséphine. La personnalité de l’impératrice inspire toujours Chaumet aujourd’hui à travers les collections Joséphine, Liens et Bee My Love.
François-Régnault Nitot reprend la maison de joaillerie de son père à sa mort en 1809. En 1812, Chaumet s'installe place Vendôme, au no 15, dans l'hôtel de Gramont (futur hôtel Ritz) et continue son activité jusqu'à la chute de l'Empire en 1815 et cède donc son affaire à son chef d'atelier, Jean-Baptiste Fossin (1786-1848), rejoint en 1830  par son fils Jules Fossin (1808-1869).

### Périodes Fossin et Morel: le Romantisme (1815-1889)
Jules Fossin (1808-1869) et ses associés dirigent l'entreprise et s’illustrent dans la création de bijoux romantiques. Les sources d’inspiration sont variées et mêlent différentes époques et styles empruntés au passé. Cette période est surtout marquée par l’exaltation de la nature, représentée en mouvement et avec vérité, dans ses infimes détails.
Les Fossin comptent notamment parmi leur clientèle la monarchie restaurée des Bourbon. Après la révolution française de 1848, la maison Fossin ouvre un dépôt  à Londres avec un atelier confié à Jean-Valentin Morel (1794-1860) aidé par son fils Prosper Morel, né en 1825. Lors de l'Exposition universelle de Londres de 1851, Morel reprend la tradition de l'émaillerie des XVIe et XVIIe siècles et réalise des coupes en pierre dure à monture émaillée. La reine Victoria accorde à Jean-Valentin Morel le brevet de fournisseur officiel[réf. nécessaire]. Les Morel retournent en France en 1852. Prosper Morel succède à Jules Fossin en 1862.

### Période Joseph et Marcel Chaumet: de la Belle Époque et l’Art déco à l’après-guerre (1889-1958)
En 1875, Joseph Chaumet (1852-1928), collaborateur de Prosper Morel, épouse une de ses quatre filles, Blanche-Marie et prend ainsi en 1885 la direction de la maison à laquelle il donne son nom. En 1907, les ateliers et la boutique s'installent au 12, place Vendôme, dans l’hôtel Baudard de Sainte-James qui est aujourd’hui encore le siège de la maison. Joseph Chaumet y fait installer un laboratoire de photographie pour immortaliser toutes les créations qui sortent des ateliers. Entre 1904 et 1914, il dépose une dizaine de brevets et sa contribution fait progresser le domaine de la gemmologie.
Joseph Chaumet, à la Belle Époque, propose des bijoux inspirés par la nature. Sous son impulsion, les aigrettes, alternatives légères au diadème, deviennent une spécialité de la maison. Des clients comme les maharadjahs en Inde ou la famille impériale de Russie s'y intéressent. Le joaillier participe à l'Exposition internationale des arts décoratifs et industriels modernes de 1925 de Paris.
Marcel Chaumet (1886-1964) succède à son père Joseph en 1928, en pleine période « Art déco ». Le style de la maison se caractérise alors par des formes géométriques, des contrastes de noir et de blanc, l’utilisation de pierres semi-précieuses ou encore des inspirations exotiques. Les clientes des Années Folles sont séduites par les sautoirs et les bandeaux portés sur le front.
Dans les années 1930, l’héritage de Chaumet est réinterprété dans des créations tout en volume et en courbes.
Durant la Seconde Guerre mondiale, le stock de Chaumet est caché à la campagne et la production est ralentie jusqu’à la fin du conflit.

### Période 1950-1999
En 1958, les fils de Marcel Chaumet, Jacques et Pierre, sont nommés codirecteurs généraux de la maison. Chaumet entre dans un nouveau cycle de propositions créatives avec des collections permettant de toucher un public plus large, et l’ouverture d’un département dédié à l’horlogerie. La maison reprend d’ailleurs Breguet en 1970. Et François Bodet, cadre de la maison Chaumet, positionne la marque sur le segment haut de gamme horlogère.
À partir de 1961, Chaumet fait appel au dessinateur Pierre Sterlé, qui travaille exclusivement pour la maison à partir de 1976. Avec René Morin, il apporte une modernité inattendue au style Chaumet : leurs créations privilégient les jeux de volume et de matière, à travers des pierres dures sculptées ou encore de l’or travaillé selon différents effets.
En 1977, la maison lance la collection Liens qui existe encore aujourd’hui et célèbre l’attachement sous toutes ses formes.
Dirigée par les frères Jacques et Pierre Chaumet, l'entreprise dépose le bilan en 1987 avec un passif de 1,4 milliard de francs, soit trois fois le chiffre d'affaires annuel, notamment à cause des lourdes pertes dans leur activité d'achat et de revente de diamants, à la suite de la chute du cours mondial. Les deux frères sont reconnus coupables d'activités bancaires illégales, pour avoir ouvert dans leur société des comptes qui promettaient d'importants intérêts sur le principal. Un de leurs clients fut le ministre Albin Chalandon. Reconnus coupables de « banqueroute, escroquerie, abus de confiance et exercice illégal de la profession de banquier », ils sont condamnés respectivement à cinq ans d’emprisonnement, dont deux ferme, et quatre ans dont six mois ferme, à la suite du verdict rendu en décembre 1991. Leur peine est allégée par la cour d'appel de Paris à six mois de prison, purgés en détention provisoire.

### XXIesiècle: tradition et modernité
À la suite de cette faillite frauduleuse, Chaumet est racheté en 1987 par Investcorp, fonds d'investissement de Bahreïn. Après une perte nette cumulée de 10 millions de francs en 1995-1997, le groupe obtient en 1998 un chiffre d'affaires de 280 millions de francs et il est acquis par le groupe LVMH en octobre 1999. Après une tentative infructueuse de pénétrer le marché américain à la fin des années 1990, la maison se tourne vers les marchés asiatiques puis vers le Moyen-Orient  pour améliorer sa croissance.
En 2006, la marque s’implante en Chine et ouvre de nombreuses  boutiques dans le pays. La Chine représente une part importante des ventes du joaillier.
Le 13 novembre 2009, Chaumet est victime d'un braquage dont le montant s'élève à 1,9 million d'euros.
Dans les années 2010, la maison lance ses collections signature dans la lignée de Liens. D’abord Joséphine, inspirée par l’impératrice, sa première grande cliente. Puis la collection Bee My Love en 2011. Ces collections et les créations de haute joaillerie touchent aujourd’hui une clientèle internationale.
En 2015, Jean-Marc Mansvelt prend la direction de la maison dont il reste à la tête pendant neuf ans. En 2024, c’est Charles Leung, ancien directeur de Fred, qui lui succède.

## Initiatives écologiques et philanthropiques

### Engagements en faveur de l’environnement
Chaumet est notamment adhérente du Responsible Jewellery Council, la principale organisation mondiale de normalisation en matière de développement durable pour la joaillerie, la bijouterie et de l'horlogerie. Celle-ci veille à l’impact éthique, sociétal et environnemental de l’industrie. Chaumet fait ainsi certifier la provenance responsable de ses pierres.
En tant que maison du groupe LVMH, Chaumet intègre également le programme Life360, qui vise à préserver la biodiversité et le climat et s’articulant autour de quatre piliers : la circularité créative, la protection de la biodiversité, une politique de transparence totale, et une réduction de 55 % de son impact climatique.

### Mécénat et philanthropie
En 2023, Chaumet inaugure la première édition des Echo Culture Awards. Le prix récompense les projets de femmes dont l’objectif est de permettre à tous les publics d’accéder à la culture, à travers des masterclass, interventions pédagogiques ou actions solidaires. Les jeunes éloignés des arts peuvent ainsi bénéficier d’activités autour de l’écriture, du théâtre, de la photographie ou de la musique. Le jury de la première édition est présidé par l’actrice française Sandrine Kiberlain.
Cette même année, la maison Chaumet dévoile un nouveau mécénat : Le Petit Mob', une initiative en collaboration avec le Mobilier national, qui permet aux enfants de découvrir les métiers de l’artisanat.

## Actions culturelles et artistiques
Chaumet organise régulièrement des expositions autour de son patrimoine et son histoire pour présenter ses pièces historiques et contemporaines. En 2017, elle présente à la Cité interdite à Pékin son exposition Splendeurs Impériales. Rassemblant près de 3 000 objets, l’exposition propose un dialogue poétique entre les arts joailliers chinois et français. L’année suivante, elle déploie à Tokyo l’exposition Les Mondes de Chaumet, qui présente des créations joaillières issues de son patrimoine et raconte l’histoire de ses liens avec le Japon. Puis en 2019, Chaumet en Majesté. Joyaux de souveraines depuis 1780 est réalisée sous le commissariat de Stéphane Bern et Christophe Vachaudez, à Monaco.
En 2022, Chaumet présente Végétal – L’École de la beauté aux Beaux-Arts de Paris, qui fait le lien entre nature, joaillerie et différents arts : la peinture, le dessin et la sculpture. L'exposition Un  ge d’or est présentée au sein des salons de la place Vendôme en 2023. Elle revient sur deux décennies à part dans l'histoire créative de la maison Chaumet, avec 140 objets inspirés des mouvements punk et hippie ou des années disco.
En 2020, Chaumet lance le podcast Conversations virtuoses. Les épisodes sont des échanges entre un employé et un artisan d’art autour des coulisses. En 2023, l’entreprise est choisie pour dessiner les médailles des Jeux olympiques et paralympiques de Paris 2024.

## Collections
Les trois collections emblématiques de la Maison Chaumet sont Joséphine, Liens et Bee My Love.
- Lancée en 2010, la collection Joséphine s’inspire de l’impératrice Joséphine, première grande cliente de la Maison. La collection transpose le diadème pour les femmes d’aujourd’hui[62].
- La collection Liens s’inscrit dans la tradition des bijoux de sentiment[63]. Elle décline ce motif, symbole de l’attachement entre deux personnes[64]. Les premières pièces de la collection ont été créées en 1977. Elle rassemble à présent Jeux de Liens, Liens Évidence et Liens d’Amour.
- La collection Bee My Love s’inspire de l’abeille, symbole impérial lié à l’histoire de Chaumet, joaillier de Joséphine et Napoléon. Les premières créations Bee My Love ont été lancées en 2011[65].

## Organisation
Chaumet fait partie du groupe LVMH. L'entreprise est intégrée dans les marques de montres et de joaillerie.
L’hôtel particulier historique du 12 Vendôme regroupe le magasin, l'atelier de haute joaillerie et les grands salons où Chaumet expose ses archives et ses créations patrimoniales.

### Joailliers
Depuis la création de la maison, les chefs d'atelier ont été formés par leur prédécesseur,. Sous la direction de Benoit Verhulle, 13e chef d’atelier depuis 1780,  plusieurs joailliers, sertisseurs, polisseurs et apprentis réalisent à la main les commandes spéciales et les collections de haute joaillerie. Il s’agit d’abord d’interpréter les dessins du studio de création, qui illustrent l’art du trait emblématique de Chaumet. L'une des pratiques spécifiques à l'entreprise est le travail des maquettes des bijoux en maillechort, qui permet de montrer la forme ou le volume du bijou au commanditaire, avant de le réaliser à l'atelier,. À partir de la maquette en maillechort, les artisans façonnent des créations qui se distinguent par leur souci du moindre détail, leur légèreté, leur capacité à suggérer le mouvement et la vie. Les gemmes dont ils sont sertis sont sélectionnées et appairées par le service pierres de la maison, pour leur couleur, leur pureté et l’émotion qu’elles dégagent.

### Horlogerie
La maison a commencé à fabriquer des montres au début XIXe siècle. La paire de bracelets-montres de 1811, commandée par Eugène de Beauharnais pour son épouse Auguste-Amélie de Bavière, et créée par Nitot, est la plus ancienne montre de poignet. Elle a été réalisée en or, perles et émeraudes, sa fabrication conjugue joaillerie et mouvement horloger minutieux. C’est à cette époque que la maison réussit à mettre au centre de ses bracelets des cadrans miniatures.
Au milieu du XXe siècle, Chaumet rouvre un département dédié à l’horlogerie puis la maison rachète Breguet en 1970. Aujourd’hui, Chaumet est fidèle à sa tradition d’horlogerie joaillière : ses montres sont d’abord des bijoux qui donnent l’heure.